# Кубок Кіпру з футболу 2000—2001
Кубок Кіпру з футболу 2000–2001 — 59-й розіграш кубкового футбольного турніру на Кіпрі. Титул вп'яте здобув Аполлон.

## Календар
| Раунд            | Дата                                                | Матчі | Клуби   |
| ---------------- | --------------------------------------------------- | ----- | ------- |
| Попередній раунд | 11 листопада 2000, 15 листопада 2000 (перегравання) | 18+1  | 50 → 32 |
| 1/16 фіналу      | 29 листопада - 6 грудня 2000                        | 16    | 32 → 16 |
| 1/8 фіналу       | 13 грудня 2000/9-11 січня 2001                      | 16    | 16 → 8  |
| 1/4 фіналу       | 24 січня/7-8 лютого 2001                            | 8     | 8 → 4   |
| 1/2 фіналу       | 7 березня/11 квітня 2001                            | 4     | 4 → 2   |
| Фінал            | 12 травня 2001                                      | 1     | 2 → 1   |

## 1/16 фіналу
| Команда 1                    | Рахунок | Команда 2               |
| ---------------------------- | ------- | ----------------------- |
| 29 листопада 2000            |         |                         |
| Енозіс (Коккінотрімітія) (3) | 2:5     | Аріс                    |
| Кінирас Емпас (2)            | 1:2 дч  | Етнікос (Ахна)          |
| 6 грудня 2000                |         |                         |
| Ая-Напа (3)                  | 0:2     | Олімпіакос (Нікосія)    |
| Адоніс (Ідаліу) (3)          | 4:6     | Омонія (Нікосія)        |
| АЕЗ Закакіу (2)              | 0:1     | АЕК (Ларнака)           |
| Акрітас (Хлоракас) (3)       | 0:4     | Енозіс Неон (Паралімні) |
| Алкі (2)                     | 1:2     | Аполлон                 |
| АМЕК Капсалу (4)             | 0:4     | АЕЛ                     |
| Анагеннісі (Дерінья) (2)     | 1:2     | Неа Саламіна Фамагуста  |
| Анагеннісі (Гермасогея) (2)  | 0:7     | Анортосіс               |
| Халканорас Ідаліу (2)        | 3:0     | МЕАП (3)                |
| Елпіда (Ксилофагу) (4)       | 1:5     | АЕП Пафос               |
| Ерміс (2)                    | 2:1     | Докса Катокопіас        |
| Етнікос (Ассія) (2)          | 2:3     | АПОЕЛ                   |
| Отеллос (3)                  | 3:0     | АМЕП (3)                |
| Сурукліс (Труллон) (4)       | 0:4     | Дігеніс Акрітас         |

## 1/8 фіналу
| Команда 1                    | Заг. | Команда 2              | 1-й матч | 2-й матч |
| ---------------------------- | ---- | ---------------------- | -------- | -------- |
| 13 грудня 2000/9 січня 2001  |      |                        |          |          |
| Дігеніс Акрітас              | 1:3  | Олімпіакос (Нікосія)   | 1:1      | 0:2      |
| 13 грудня 2000/10 січня 2001 |      |                        |          |          |
| АЕК (Ларнака)                | 4:1  | Анортосіс              | 0:1      | 4:0      |
| АЕП Пафос                    | 4:6  | Аполлон                | 2:1      | 2:5      |
| Аріс                         | 1:6  | Омонія (Нікосія)       | 0:2      | 1:4      |
| Ерміс (2)                    | 4:6  | Неа Саламіна Фамагуста | 3:1      | 1:5      |
| Отеллос (3)                  | 1:5  | Халканорас Ідаліу (2)  | 0:3      | 1:2      |
| 13 грудня 2000/11 січня 2001 |      |                        |          |          |
| Енозіс Неон (Паралімні)      | 1:7  | АПОЕЛ                  | 1:0      | 0:7      |
| Етнікос (Ахна)               | 0:5  | АЕЛ                    | 0:3      | 0:2      |

## 1/4 фіналу
| Команда 1              | Заг. | Команда 2            | 1-й матч | 2-й матч |
| ---------------------- | ---- | -------------------- | -------- | -------- |
| 24 січня/7 лютого 2001 |      |                      |          |          |
| Неа Саламіна Фамагуста | 1:0  | АЕК (Ларнака)        | 0:0      | 1:0      |
| Аполлон                | 5:2  | АЕЛ                  | 4:2      | 1:0      |
| Халканорас Ідаліу (2)  | 1:8  | Омонія (Нікосія)     | 0:2      | 1:6      |
| 24 січня/8 лютого 2001 |      |                      |          |          |
| АПОЕЛ                  | 6:4  | Олімпіакос (Нікосія) | 2:0      | 4:4      |

## 1/2 фіналу
| Команда 1                | Заг.         | Команда 2              | 1-й матч | 2-й матч |
| ------------------------ | ------------ | ---------------------- | -------- | -------- |
| 7 березня/11 квітня 2001 |              |                        |          |          |
| АПОЕЛ                    | 1:1 (ч)      | Неа Саламіна Фамагуста | 1:1      | 0:0      |
| Омонія (Нікосія)         | 3:3 пен. 3:4 | Аполлон                | 2:1      | 1:2      |

## Фінал
| 12 травня 2001 |

| Аполлон     | 1:0      | Неа Саламіна Фамагуста |
| ----------- | -------- | ---------------------- |
| Зубарєв 66' | Протокол |                        |

| ГСП, Нікосія Глядачів: 17 000 Арбітр: Панікос Кайліс |